# Methylrot
Methylrot, auch 4′-Dimethylamino-azobenzol-2-carbonsäure, ist ein wasserunlöslicher Farbstoff aus der Gruppe der Azofarbstoffe. Das wasserlösliche Natriumsalz ist ein Säure-Base-Indikator.

## Eigenschaften

Methylrot liegt bei pH-Werten unter 4,4 als protonierte Form vor und ist rot (rechte Struktur), wird aber nach Deprotonierung gelb.

Methylrot ist ein rot-violetter Feststoff mit schwachem Geruch.

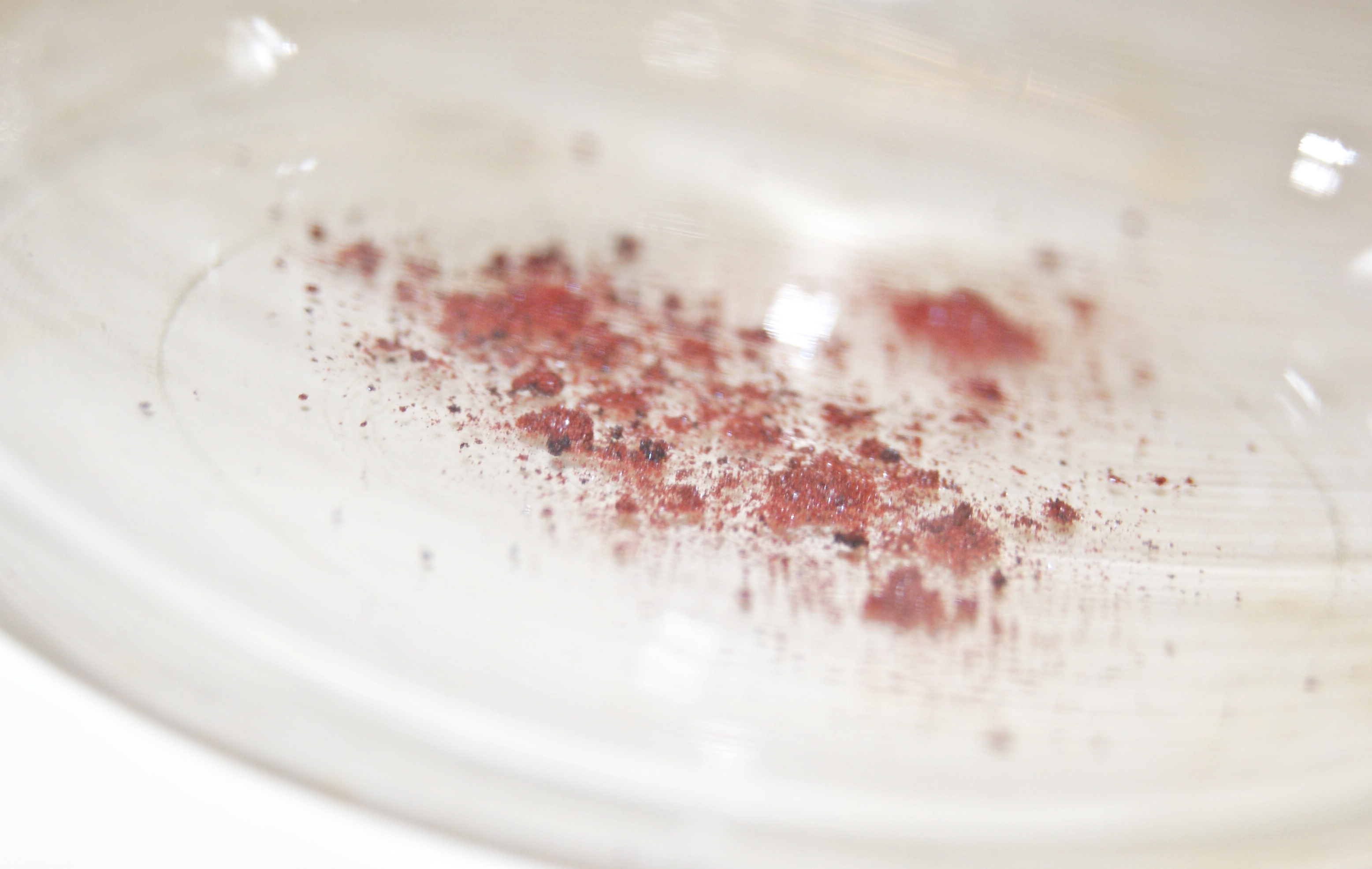
Methylrot-Natrium

Die Farbe wässriger Methylrotlösungen schlägt bei einem pH-Wert von weniger als 4,4 auf Rot und ab 6,2 auf Gelb um. Zwischen pH 4,4 und 6,2 ist die Lösung orange.

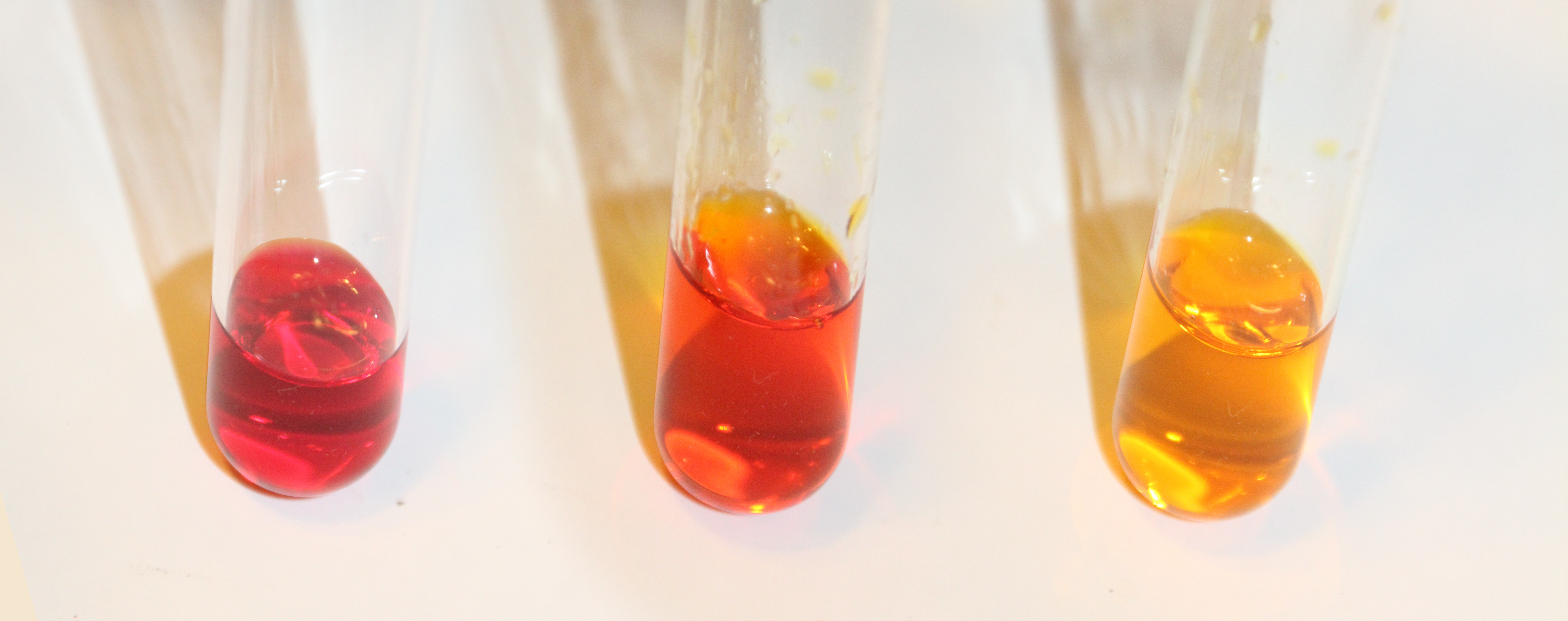
Der Farbübergang von Methylrot bei unterschiedlichen pH-Werten. Links: sauer, Mitte: Umschlagsbereich, Rechts: basisch

## Synthese
Die Synthese verläuft über eine Azokupplung. Dazu wird zunächst die Aminogruppe der Anthranilsäure mithilfe von Natriumnitrit und Salzsäure in eine Diazoniumgruppe umgewandelt und diese mit N,N-Dimethylanilin umgesetzt. Diese Reaktion muss aufgrund der Unbeständigkeit der Diazoverbindung in der Kälte stattfinden.

## Verwendung
In der Analytischen Chemie ist Methylrot ein wichtiger Indikator bei der Titration starker Säuren mit schwachen Basen.
In der Mikrobiologie wird Methylrot verwendet, um für mikroskopische Untersuchungen Bakterien anzufärben, die bei der Fermentation von Glucose organische Säuren produzieren.